# Linia 1 metra w Mumbaju

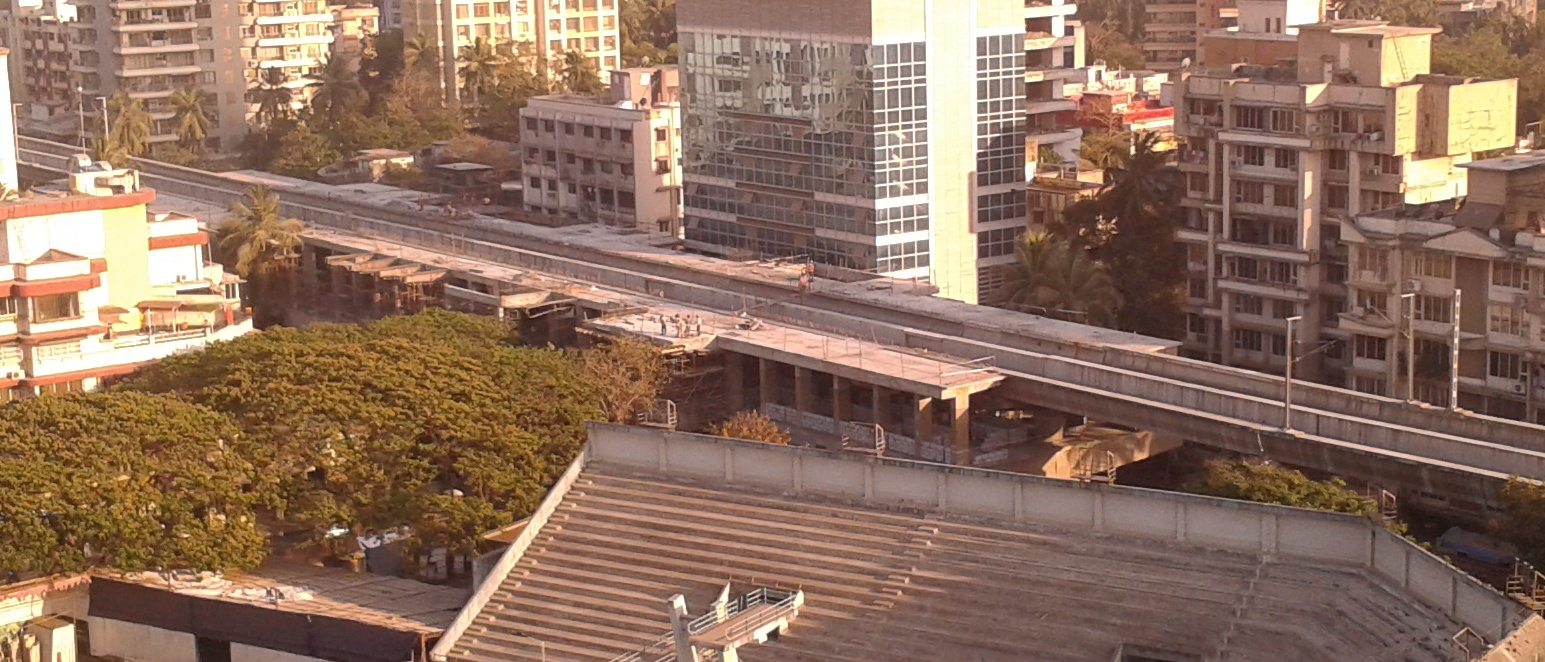
Stacja Azad Nagar

Linia 1 metra lub Versova-Andheri-Ghatkopar (VAG) corridor metra w Mumbaju ma być uruchomiona w marcu 2013.
| Line 1 | Line 1                  | Line 1               | Line 1   | Line 1                    |
| #      | Nazwa stacji            | Długość odcinka [km] | Otwarcie | Połączenia                |
| ------ | ----------------------- | -------------------- | -------- | ------------------------- |
| 1      | Versova                 | 0                    |          | None                      |
| 2      | D.N. Nagar              | 0,955                |          | Line 2                    |
| 3      | Azad Nagar              | 0,796                |          | None                      |
| 4      | Andheri                 | 1,36                 |          | Western Line Harbour Line |
| 5      | Western Express Highway | 1,007                |          | None                      |
| 6      | Chakala                 | 1,264                |          | None                      |
| 7      | Airport Road            | 0,725                |          | None                      |
| 8      | Marol Naka              | 0,598                |          | Line 3                    |
| 9      | Saki Naka               | 1,075                |          | None                      |
| 10     | Subhash Nagar           | 1,123                |          | None                      |
| 11     | Asalpha                 | 0,862                |          | None                      |
| 12     | Ghatkopar               | 1,056                |          | Central Line              |